# Lodi (Kalifornien)
Lodi ist eine Stadt im San Joaquin County im US-Bundesstaat Kalifornien mit 66.348 Einwohnern (Stand: 2020).
Das Stadtgebiet hat eine Größe von 32,0 km².

## Wirtschaft
Lodi ist bekannt für seine Weine (siehe die Artikel → Weinbau in Kalifornien sowie → Lodi AVA).
Zu Lodi gehört auch die Gemeinde Woodbridge, welche ebenfalls für ihre Weine bekannt ist.

## Bildung
Lodi hat zwei Highschools, die Lodi High und die Tokay High.

## Städtepartnerschaften
Lodi unterhält eine Städtepartnerschaft mit Lodi in Italien.

## Persönlichkeiten
- Neal C. Wilson (1920–2010), Pastor und Theologe der Kirche der Siebenten-Tags-Adventisten
- Bennet Omalu (* 1968), US-amerikanischer Arzt, Rechtsmediziner und Neuropathologe, lebt mit seiner Familie in Lodi

## Sonstiges
Die Stadt ist auch Gegenstand des gleichnamigen Songs der amerikanischen Rockband Creedence Clearwater Revival aus deren Album Green River.
Lodi war Bestandteil der Serie Sons of Anarchy. Hier war der  Mayans M.C.  und Grim Bastards MC zu Hause.